# Galina Georgijewna Beloserowa
Galina Georgijewna Beloserowa (russisch Галина Георгиевна Белозерова; * 9. Oktober 1950; † 23. Oktober 2021) war eine sowjetische Schauspielerin.

## Biografie
Beloserowa wurde bis 1972 an der Schtschepkin-Theaterhochschule von Wiktor Iwanowitsch Kurschow ausgebildet. Sie trat danach drei Jahre am Akademischen Theater von Omsk auf. Von 1976 bis 1982 war die dunkelhaarige Mimin am Moskauer Dramatheater „K. S. Stanislawski“ (heute Elektrotheater „Stanislawski“) beschäftigt, später gehörte sie auch zum Ensemble von Moskonzert und dem Theater Бенефис (Benefis).
Im Film war sie erstmals in den späten 1970er Jahren zu sehen, ihre Laufbahn vor der Kamera beschränkte sich aber auf sechs Projekte. Zuletzt trat Beloserowa im dritten Part einer vierteiligen Bühnenaufzeichnung über das Leben Wladimir Majakowskis auf, ihre Rolle wurde aber nicht in den Credits genannt.
Sie verbrachte ihre letzten Lebensjahre in Köln.

## Rollen am Akademischen Theater Omsk
- Ночью без звёзд (Notschju bes swjosd) – von Alexander Petrowitsch Schtein
- Затюканный апостол (Satjukanny apostol) – von Andrei Jegorowitsch Makajonok
- Моя любовь на третьем курсе (Moja ljubow na tretjem kurse) – von Michai Schatrow
- Antonius und Cleopatra (Anony and Cleopatra) – von William Shakespeare
- Keine Leiche ohne Lily (Busybody) – von Jack Popplewell
- Всего три дня (Wsego tri dnja) – von Nikolai Panteljeweitsch Ankilow
- Vier Tropfen (Tschteyre kalli) – von Wiktor Rosow
- Преступление и наказание (Prestuplenije i nakasanije) – nach Fjodor Dostojewskis Schuld und Sühne
- Проходной балл (Prochodnoi ball) – von Wladimir Konstantinowitsch Konstantinow und Boris Michailowitsch Razer
- Drei Schwestern (Tri sestry) – von Anton Tschechow

## Filmografie
- 1977: Prinzessin gesucht! (Prinzessa na goroschine)
- 1979: Urlaub im Frühling (Wesennjaja putewka)
- 1981: Варианты (Warianty)
- 1982: С кошки всё и началось... (S koschki wsjo i natschalos...)
- 1986: Дорогой Эдисон! (Dorogoi Edison!) (Fernsehfilm)
- 1986: Революцией призванный (Rewoljuzijei priswanny) (Bühnenaufzeichnung)